# Zabuthiri Township
Zabuthiri Township (Birmaans: ဇမ္ဗူသီရိမြို့နယ်) is een van de acht townships van Naypyidaw Union Territory, Myanmar. 